# Fossato Serralta
Fossato Serralta là một đô thị thuộc tỉnh Catanzaro, trong vùng Calabria phía nam Italia. Đô thị này có diện tích 12 km2, dân số 660 người.